# Родионенко, Георгий Иванович

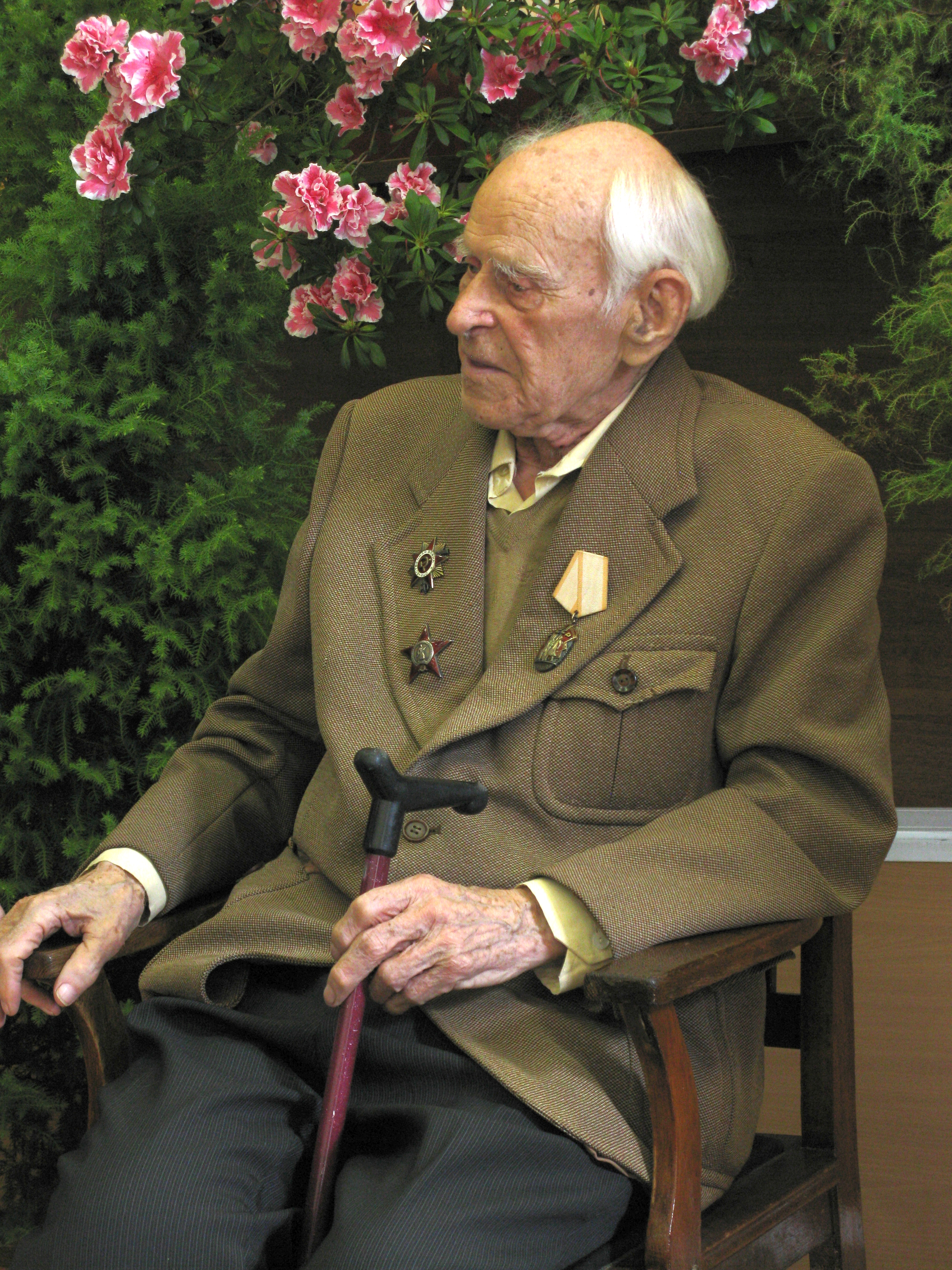
Г. И. Родионенко во время празднования столетия в 2013 году

Гео́ргий Ива́нович Родио́ненко (15 (28) марта 1913, Ардебиль, Персия — 6 апреля 2014, Санкт-Петербург, Россия) — советский и российский ботаник, систематик, специалист по интродукции и акклиматизации растений, экологической морфологии растений. Профессор, заведующий кафедрой озеленения населённых мест и садово-паркового хозяйства Лесотехнической академии в 1971—1972 годах. Заведующий отделом «Ботанический сад» БИН РАН в 1970—1981 годах.

## Жизненный путь
Родился в Ардебиле в семье капитана И. М. Родионенко (25 мая (6 июня) 1870 года, Екатеринодар — ?, Сухуми), участвовавшего в составе Шемахинского 205-го пехотного полка в персидском походе.
С 1921 года вместе с семьёй проживал в Сухуме, где ранее служил его отец. В это время практически единственным источником дохода семьи был приусадебный участок и пасека, которыми занимался Георгий. По окончании средней школы Г. И. Родионенко поступил в Педагогический техникум, где за один год прошёл трёхлетний курс. В 1932 году поступил в первое высшее учебное заведение, открывшееся в Абхазии — Всесоюзный институт субтропических культур (ВИСК), отделение плодовых культур которого он окончил в 1937 году. Одновременно с учёбой, с 1936 года Г. И. Родионенко — сотрудник Гульрипшского цитрусового совхоза им. Ильича, где занимался исследованиями корневой системы цитрусовых на различных почвах совхоза. В период репрессий абхазской и русской интеллигенции был исключён из комсомола и вынужден в 1938 году перебраться в Ленинград, воспользовавшись советом и приглашением профессора, инженера-мостовика С. В. Порецкого. В Ленинграде по рекомендации Н. И. Кичунова поступил на работу в Ботанический сад помощником садовника, и в том же 1939 году был направлен в командировку в строящийся город Балхаш, где находился с перерывом до 1941 года, занимаясь озеленением территории Прибалхашского медеплавильного комбината и города Балхаша под руководством Н. В. Шипчинского бок о бок с выдающимся физиологом-растениеводом Е. А. Жемчужниковым, высланным из Ленинграда, и специалистом-растениеводом профессором К. И. Пангало. В это же время подготовил диссертацию на тему «Опыт интродукции декоративных травянистых растений в Северное Прибалхашье».
В конце 1941 года ушёл добровольцем в действующую армию, был зачислен сержантом в запасной полк, расквартированный в Акмолинске; занимался подготовкой пулемётчиков-призывников из республик Средней Азии. После окончания в 1943 году в Фергане ускоренного 6-месячного курса Харьковского артиллерийского училища противотанковой артиллерии (ХАУ ПТА) служил командиром противотанкового взвода 228-го артдивизиона на Ленинградском фронте. 2 сентября 1944 года в боях под Ригой был тяжело ранен, потерял ногу.
С февраля 1945 года восстанавливал разрушенные оранжереи Ботанического сада. В 1946 году организовал доставку в Ленинград восьми вагонов живых крупномерных оранжерейных растений из Сухуми, что стало основой восстановления коллекционного оранжерейного фонда. С 1947 года — куратор коллекции многолетников. В 1951 году начал сбор коллекции живых растений и изучение биологии видов рода Iris L., которое завершилось защитой в 1958 году докторской диссертации и публикацией в 1961 году монографии «Род Ирис — Iris L. (Вопросы морфологии, биологии, эволюции и систематики)». Изучение в процессе работы онтогенеза многих видов рода позволило создать первую филогенетически обоснованную систему рода Iris L..

## Основные труды
- Родионенко Г. И. Род Ирис — Iris L. (Вопросы морфологии, биологии, эволюции и систематики). — М.—Л.: Издательство АН СССР, 1961. — 216 с.
- Rodionenko G. I., The genus Iris L. (questions of morphology biology, evolution and systematics). London, British Iris Society, 1987 — 222p. — ISBN 0-901483-30-3

## Награды
- Орден Красной Звезды
- Орден «Знак Почёта»
- Орден Отечественной войны I степени[7] и ещё 22 правительственные награды[5]

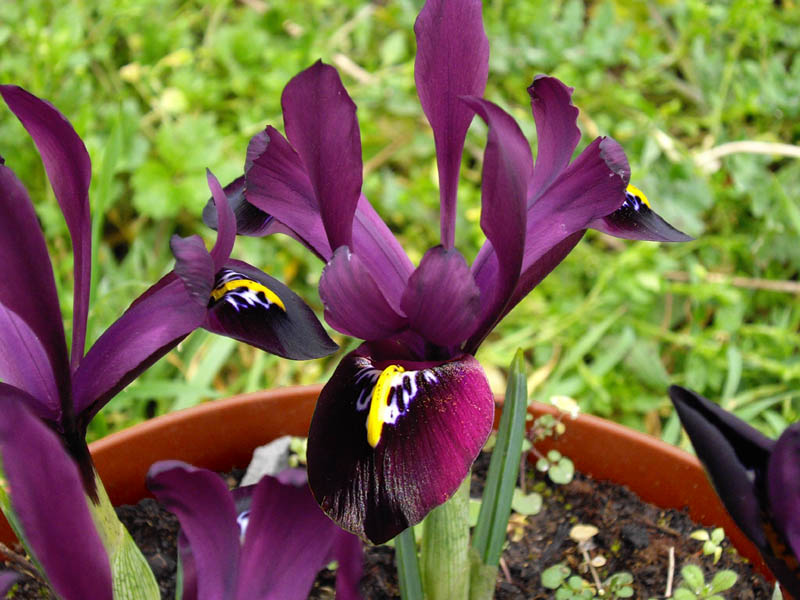
Iridodictium 'George'

- Sir Michael Foster Memorial Plaque (1968, Медаль Майкла Фостера, одна из наиболее престижных наград, установленная Британским ирисовым обществом в память о Майкле Фостере, присуждаемая личностям, внёсшим наибольший вклад в изучение рода Ирис)
- The Warburton Medal (1999)[8]

## Память
В честь Г. И. Родионенко названы
- Род растений Rodionenkoa M.B.Crespo, Mart.-Azorín & Mavrodiev (2015).
- Гибридный иридодиктиум 'George', полученный голландским селекционером Ван Эденом (нидерл. William van Eeden)[9].
- Новый вид рода Юнона — Юнона Родионенко (Juno rodionenkoi Lazkov et Naumenko)[10][11].